# Megachile revicta
Megachile revicta är en biart som beskrevs av Cockerell 1913. Megachile revicta ingår i släktet tapetserarbin, och familjen buksamlarbin. Inga underarter finns listade i Catalogue of Life.